# Трахеї

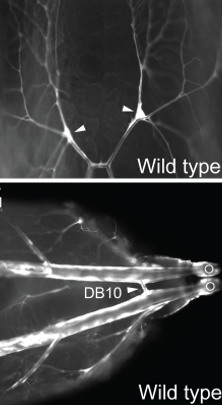
Забарвлені зеленим флюоресцентним білком трахеї дрозофіли

Трахеї — органи дихання у членистоногих та оніхофор. Являють собою галузисті трубочки, за допомогою яких здійснюється газообмін у тканинах тварин. Характерні для багатоніжок, комах, павукоподібних. Відрізняються за ступенем розвитку у різних груп.

## Загальна характеристика

### Морфологія і походження
Трахеї є тоненькими розгалуженими трубочками ектодермального походження. В ембріогенезі тварин вони виникають як глибокі вп'ячування покривів. Стінки трахей складаються з одношарового епітелію й вистелені кутикулою. Остання складається з товстої хітиново-білкової прокутикули та тоненького кутикулинового шару епікутикули. У комах прокутикула утворює спіральні потовщення (тенідії), які перешкоджають злипанню трахей. 

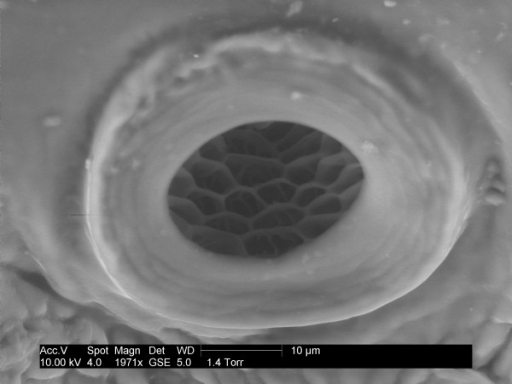
Дихальце головної воші під електронним мікроскопом

Назовні трубочки відкриваються парними отворами — дихальцями, або стигмами. Кожне дихальце комах обслуговує три поперечні трахеї, з'єднані між собою трьома парами поздовжніх трахей. Від цих основних стовбурів відходять розгалуження до тканин і органів. Вони закінчуються тоненькими трубочками діаметром 1—2 мкм — трахеолами. Кінці трахеол або лежать на поверхні окремих клітин, або входять усередину їх.
За теорією Меркурія Гілярова трахеї виникли в зв'язку з виходом водних тварин на суходол як базова адаптація до підземного способу їх життя.

### Дихальна функція
Кисень із трахеол безпосередньо дифундує в клітини, а вуглекислий газ — із тканин у трахеоли. Кисень із повітря, яке заповнює трахейну систему, транспортується до окремих клітин тіла шляхом дифузії. У клітинах він одразу ж споживається, тому в трахейній системі виникає градієнт парціального тиску кисню, спрямований всередину тіла. Крім того, в багатьох комах є активна вентиляція трахей. У крилатих комах вона здійснюється в польоті за рахунок крилових м'язів, які синхронно з коливаннями крил нагнітають повітря в трахеї й виштовхують його з повітряних мішків до м'язів. Великі членистоногі часто здійснюють спеціальні дихальні рухи: одні накачують повітря за рахунок ритмічних розширень черевних сегментів, інші — телескопічного насування їх одного на інший.
У більшості комах одні дихальця при вдиху відчиняються, інші — зачиняються, а при видиху — навпаки. У проміжках між вдихом та видихом усі дихальця зачинені. Кількість дихальних рухів за хвилину коливається залежно від температури навколишнього середовища, фізіологічного стану комахи та її виду від 5—6 до 150 і більше. Закривання стигм між дихальними рухами сприяє зменшенню випаровування води. 

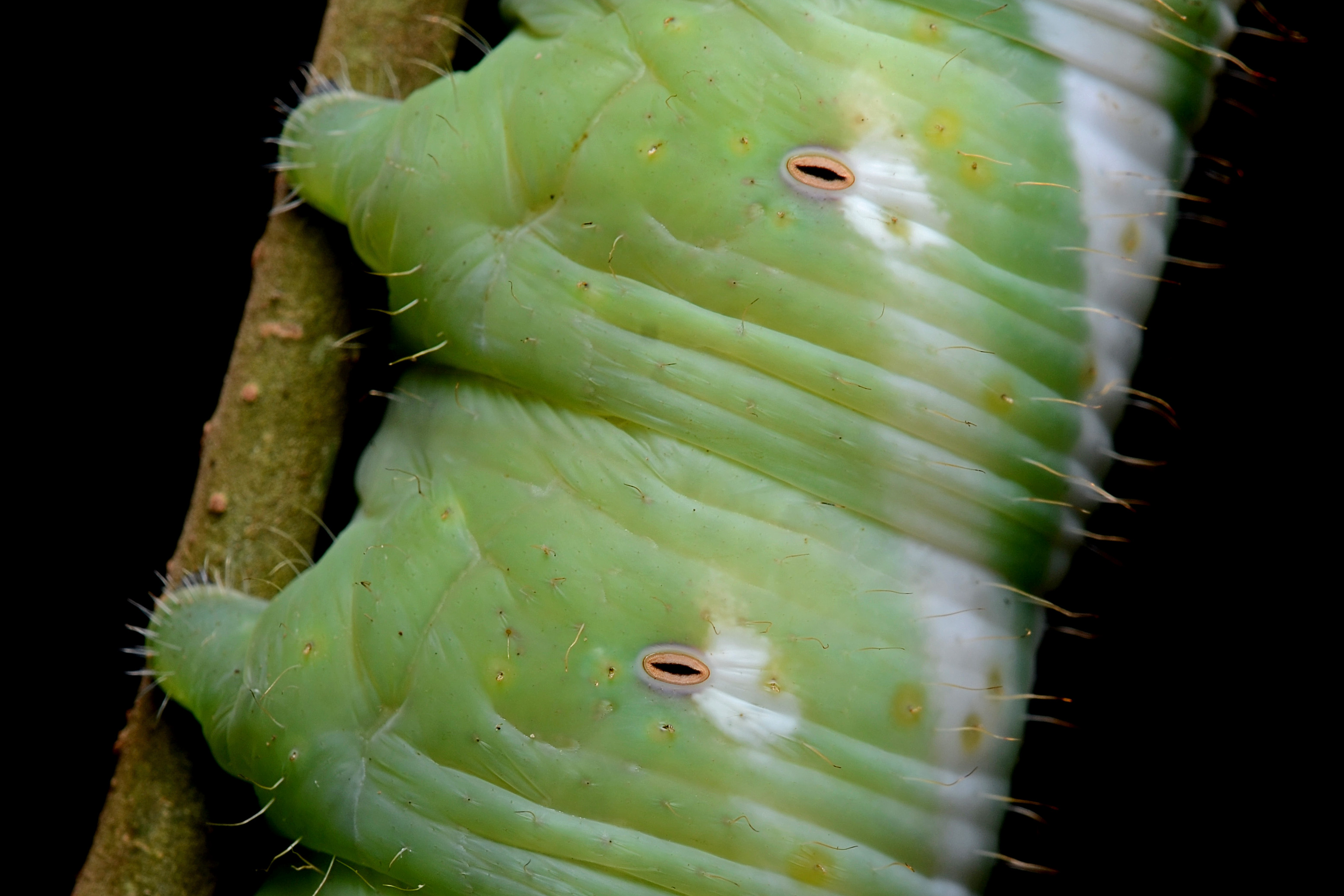
Дихальця гусені бражника

Завдяки розвинутій мережі кровоносна система трахейнодишних позбавлена функції газообміну. Безпосередній транспорт газів через трахеї до тканин і клітин енергетично значно вигідніший, ніж багатоетапна система дихання хребетних (органи дихання — кров — міжклітинна рідина — тканини), проте ефективна лише при малих розмірах тіла, а в разі збільшення біомаси м'язи не здатні накачати достатню кількість повітря в клітини. Саме завдяки безпосередній доставці кисню до клітин можуть функціонувати асинхронні крилові м'язи. У м'язах хребетних тварин дефіцит кисню під час посиленої роботи призводить до їх утоми.
У павуків закінчення трахей омиваються гемолімфою, таким чином функцію газообміну перебирає на себе кровоносна система.

### Модифікації системи трахей
У залежності від наявності дихалець трахейні системи поділяють на відкриті і закриті. Відкрита система має дихальця і характерна для наземних членистоногих, які дихають атмосферним киснем. Закриту систему мають водяні личинки комах, у яких трахеї не відкриваються назовні, а дихальця поєднують внутрішню трахейну систему із іншими трахеями, розгалуженими в тонкостінних плівчастих або гілчастих виростах — трахейних зябрах. Ці трахеї теж наповнені повітрям, і газообмін здійснюється з водою крізь зяброву поверхню.

## Особливості будови трахейної системи

### Багатоніжки

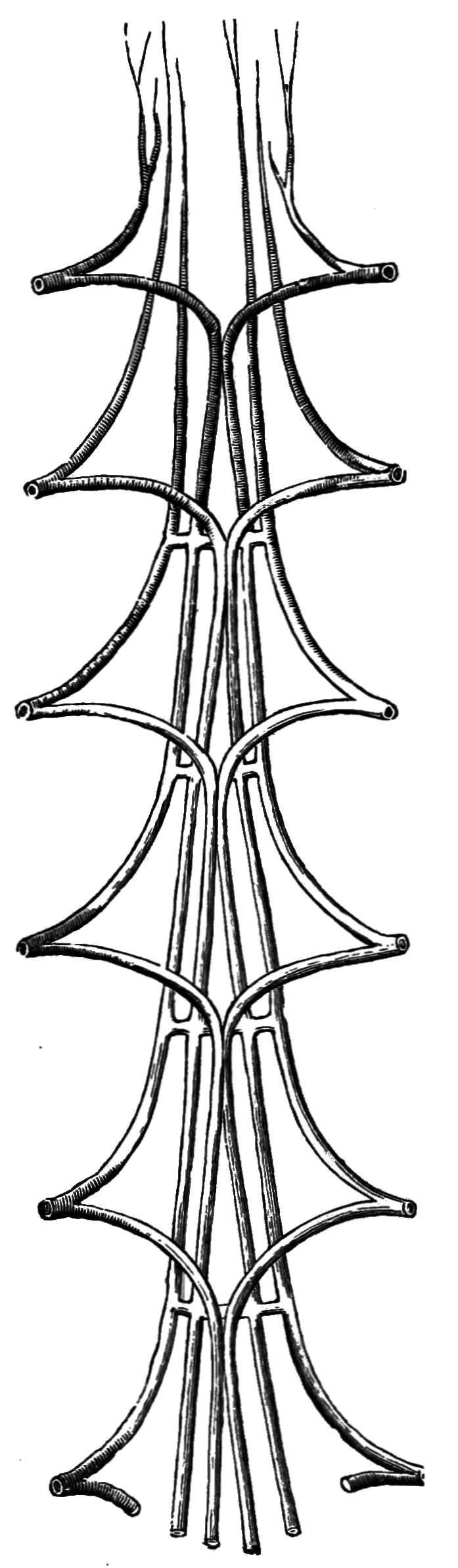
Система трахей губоногої багатоніжки геофіла

У губоногих багатоніжок система трахей добре розвинена. Пара дихалець є на кожному сегменті тіла. Гілочки трахей з різних сегментів сполучаються між собою, утворюючи мережу всього організму.
У двопароногих багатоніжок трахейна система починається дихальцями, які розташовані біля основи ніг на кожному сегменті, крім кількох передніх. Стигм по дві пари на сегмент, як і ніг. Кожна стигма веде в мішкоподібне розширення, від якого відходять більш-менш розгалужені трахеї, що постачають кисень органам відповідного сегмента. На відміну від губоногих та комах, у диплопод єдина трахейна система не утворюється.
Симфіли мають лише одну пару дихалець, розташованих на голові позаду вусиків. Трахеї, що відходять від стигм, слабко розгалужені, їхні гілки заходять лише в голову й три передні сегменти.

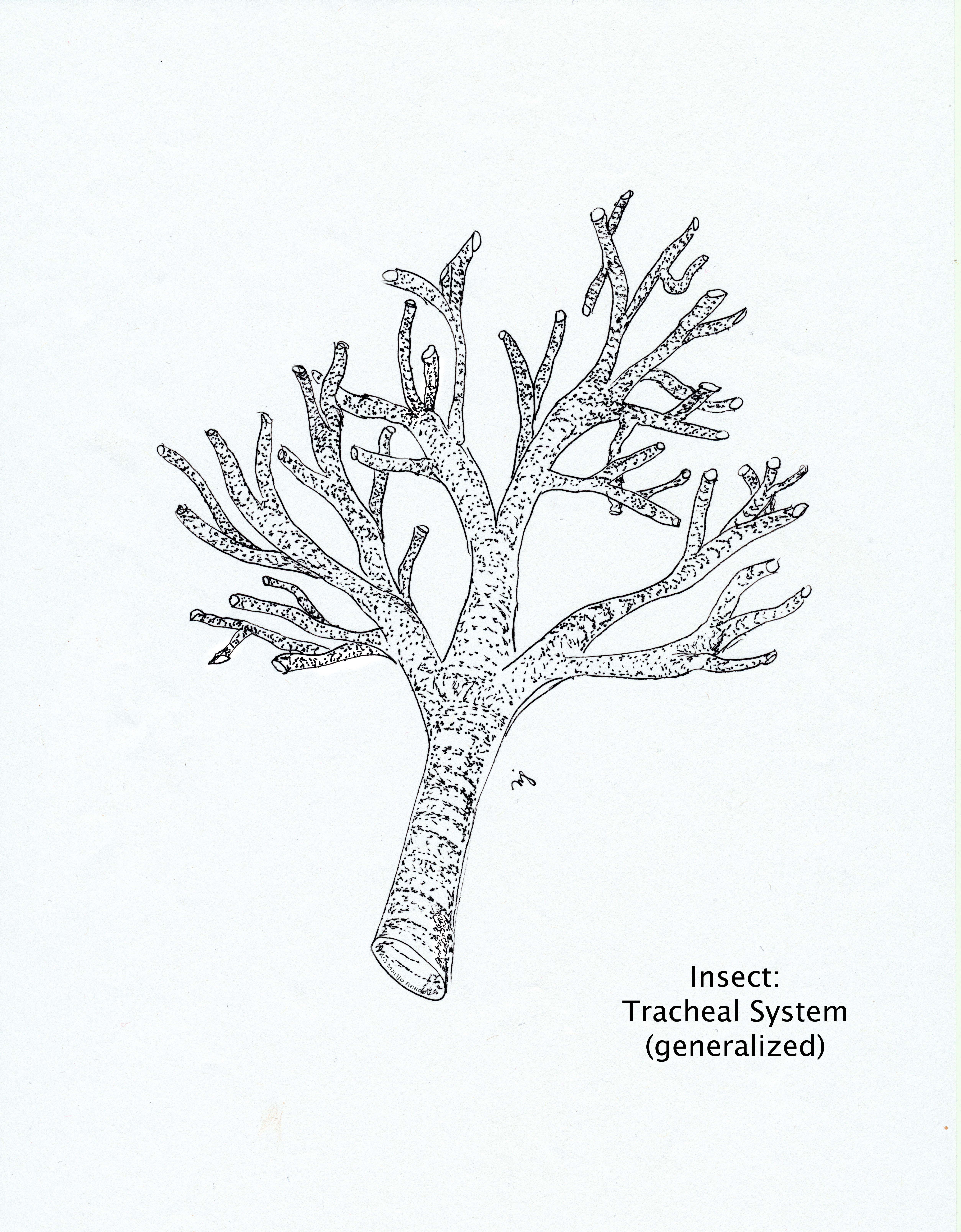
Схема будови трахей у комах

### Комахи
У комах дві пари стигм розташовані відповідно на середньо- та задньогрудях. На перших восьми сегментах черевця також знаходиться по парі стигм, однак кількість їх може зменшуватися. Стигми комах мають досить складно збудований замикальний апарат, який обслуговується одним чи двома м'язами й має спеціальну систему фільтрації повітря, побудовану з численних розгалужених щетинок. 
У комах, що добре літають, на поздовжніх трахейних стовбурах утворюються розширення — повітряні мішки. Вони не мають тенідіїв і можуть змінювати об'єм. Повітряні мішки беруть участь у вентиляції крилевої мускулатури під час польоту й виконують аеростатичну функцію, сприяючи зменшенню питомої маси тіла. 
У багатьох ендопаразитичних личинок трахейна система частково чи повністю редукована, й дихання здійснюється через покриви. Деякі з них під'єднують свою трахейну систему до трахей тварини-хазяїна, інші проривають його покриви, виставляючи дихальця назовні.

### Павукоподібні
У павукоподібних форма, кількість і місце розташування стигм, товщина трахейних стовбурів і ступінь їх розгалуження дуже сильно варіюють між групами. 
Найкраще розвинена трахейна система в сольпуг. Основні трахейні стовбури відкриваються в них кількома парами дихалець на головогрудях і черевці та одним непарним — на IV сегменті черевця. Трахеї, що відходять від дихалець, об'єднуються в могутні поздовжні стовбури, які зв'язані перемичками й посилають численні розгалуження до всіх органів. У стінках трахей сольпуг є спіральні потовщення кутикули, подібні до тенідіїв комах. 
Більшість павуків, поряд із легенями, має ще й трахеї, хоча чотирилегеневі трахей не мають, а деякі тропічні види дихають лише трахеями. Найчастіше у них є лише одне черевне дихальце, від якого відходять дві пари сліпо замкнених нерозгалужених трубочок, вистелених тоненькою кутикулою без спіральних потовщень. Трахеї омиваються гемолімфою, таким чином, газообмін відбувається за допомогою кровоносної системи.
У косариків дихальна система представлена добре розгалуженими трахеями, що пронизують все тіло. Вони відкриваються на першому та другому сегментах черевця дихальцями.
Псевдоскорпіони мають дві пари стигм на II й III сегментах черевця. Від кожного дихальця починається коротка трубка з пучком нерозгалужених довгих тонких трахей.
У кліщів трахейна система часто редукована, особливо у дрібних мікроскопічних видів. У більших за розміров кліщів є трахеї, які відкриваються назовні парою стигм, рідше наявні дві чи чотири пари дихалець або так звані порові поля.